# Тереза Лаго
Марија Тереза Ваз Торао Лаго (Лисабон, 18. јануар 1947) је португалски астроном. Основала је Центар за астрофизику Универзитета у Порту и креирала први програм студија астрономије у Португалу. Лаго је била генерални секретар Међународне астрономске уније између 2018. и 2021. године. Њено истраживање се фокусира на еволуцију младих звезда и активна је у промоцији астрономије и научне културе међу јавношћу.

## Каријера
Марија Тереза Ваз Торао Лаго је дипломирала на Универзитету у Порту и докторирала астрономију на Универзитету у Сасексу 1979. године. Њена дисертација, „Посматрачка и теоријска студија звезда типа Т Таури“, написана је под менторством Леона Местела. Предводила је стварање првог астрономског студијског програма у Португалу на Универзитету у Порту 1983. године, где је и данас професорка. Године 1988. основала је Центар за астрофизику на Универзитету у Порту и била је његова директорка 18 година. Помогла је у промоцији потписивања споразума о сарадњи из 1990. године, што је довело до придруживања Португала Европској јужној опсерваторији.
Лаго је била члан неколико истраживачких и саветодавних организација ван Португала, укључујући Саветодавни комитет за свемирске науке Европске свемирске агенције и одбор Школе космичке физике на Даблинском институту за напредне студије. Била је један од оснивача Европског истраживачког савета. Такође је била председница радне групе за родну равнотежу ERC-а.
Лаго је обављала водеће позиције у Међународној астрономској унији, укључујући позицију помоћника генералног секретара Извршног комитета и саветника Специјалног номинационог комитета. Од 2018. године, Лаго је била генерални секретар МАУ.
Лаго је чланица Краљевског астрономског друштва Уједињеног Краљевства и Академије Европе.

## Признање
Године 1985, Лаго је добила стипендију Анрија Кретјена од Америчког астрономског друштва. Лаго је 2018. године награђена наградом Ciência Viva Montepio за свој допринос промоцији научне културе.